# 엠폴리 FC
엠폴리 풋볼 클래브(이탈리아어: Empoli Football Club S.p.A.)는 토스카나주 엠폴리에 위치한 스타디오 카를로 카스텔라니 경기장을 근거로 하는 이탈리아의 축구 클럽이고 1920년에 창단되었며, 1921년에 첫 경기를 치렀다.
팀은 최근 10년간을 세리에 A와 세리에 B 사이를 왔다갔다를 하며 대부분의 시간을 보냈다. 가장 최근에는 엠폴리가 2004년에 강등되었지만, 다음 시즌에 세리에 A로의 승격권을 확보하였으며, 세리에 B에서 1위를 하고 승격후에 리그에서 7위를 기록하여 클럽 역사상 첫 유럽대항전 출전권을 획득하였다. 엠폴리는 2013-14 시즌에 리보르노에게 승격 플레이오프 결승전에서 패배한 이후, 팔레르모에 뒤를 이어 준우승을 차지하며 2014-15 시즌 세리에 A 승격권을 확보하였다.

## 역사
엠폴리의 역사는 그들이 1980년대에 세리에 B로 올라오기전에는 상대적으로 덜 알려져 있었다. 1986년에, 이 소도시의 클럽은 세리에 A 승격이라는 놀라운 성과물을 내었다. 피렌체에서 첫 홈경기를 치르는 엠폴리는 인테르나치오날레와의 세리에 A 데뷔전을 1-0 승리로 마무리 지었다. 우디네세가 승점 9점을 감점당한 덕분에, 그들은 30경기에서 승점 23점과 13득점에 불가했지만 강등을 피했다. 엠폴리는 다음 시즌에 승점 5점이 삭감된 상태로 시작하였고 좋은 모습을 보였음에도 강등되고 말았다. 그들은 1989년에 세리에 C1으로 다시 한번 강등되었다.
그들은 1996년에 세리에 B로 복귀하기 이전에 세리에 C1에서 일부 시즌을 보냈고 1997년에 두 번째 연이은 승격을 해냈다. 루차노 스팔레티 감독하에서, 엠폴리는 12위로 마감하며 강등을 피했다. 다음 해에 세리에 B로 강등되어 3년간을 있었고, 이 기간에 젊은 뛰어난 재능의 선수들을 육성을 해내는 걸로 유명하였다.
2002년에 세리에 A로 승격하였고 2005년에 강등을 상대로 치열한 싸움을 벌였다. 그들은 세리에 A 2005-06 시즌을 뛰어난 1부 리그 10위로 마감하였다. 시즌 종료후에 2006년 이탈리아 축구 스캔들의 결과로, 그들은 다음 시즌 UEFA 컵 출전권을 획득하였지만, 예상치 못하게 클럽 경영진들이 UEFA가 요구한 조건들을 충족하지 못하면서 출전하지 못하였다. 세리에 A 2006-07 시즌에 그들은 다시 한번 UEFA 출전권을 얻었다.

### 유럽 클럽 대항전 데뷔와 강등
유럽 클럽 대항전 출전이 현실로 다가오자, 경영진들은 인테르나치오날레의 힝콩, 밀란의 이냐치오 아바테와 리노 마르초라티, 유벤투스의 세바스티안 조빈코, 클라우디오 마르키시오, 레이 볼파토 같은 세리에 A의 빅클럽들의 유망주 몇 명을 공동 소유 계약으로 데려와 선수단을 강화시켰다. 엠폴리는 그들의 UEFA 데뷔인 FC 취리히와의 1,2차 전에서 합계 4-2로 패하며 탈락했다. 그리고 해당 시즌 초기에 부진한 모습을 보이자, 파브리치오 코르시 회장은 UEFA 출전권을 가져다준 루이지 카니를 경질시키고, 알베르토 말레사니로 대체시켰다. 하지만, 클럽의 불운은 끝나지 않았고 말레사니도 삼프도리아에 0-2로 패하여 리그 최하위권으로 떨어지고 경질당했다. 2008년 3월 31일에 카니가 다시 선임됐지만 결국 팀은 강등의 아픔을 겪고 말았다. 카니는 사임을 하였고 2008-09 시즌을 대비해 실비오 발디니로 대체되었다. 발디니의 재임 기간도 리그를 5위로 마치고, 승격 플레이오프에서도 브레시아에 탈락하면서 썩 성공적이지는 못하였다.

## 선수 명단

### 현역
2024년 9월 2일 기준
참고: FIFA 자격 규정에 따라 소속된 국가대표팀 국기를 표시합니다. 선수는 복수의 FIFA 비회원국 국적을 가지고 있을 수 있습니다.
| 번호 | 포지션 | 국적       | 이름                                    |
| ---- | ------ | ---------- | --------------------------------------- |
| 1    | GK     |            | 사무엘레 페리산                         |
| 2    | DF     | 조지아     | 사바 고글리치제                         |
| 3    | DF     |            | 주세페 페첼라                           |
| 5    | MF     |            | 알베르토 그라시                         |
| 6    | MF     | 스코틀랜드 | 리암 헨더슨                             |
| 7    | DF     |            | 주니오르 삼비아 (살레르니타나에서 임대) |
| 8    | MF     | 잉글랜드   | 티노 안조린                             |
| 9    | FW     |            | 피에트로 펠레그리 (토리노에서 임대)     |
| 10   | MF     |            | 자코포 파치니                           |
| 11   | FW     | 가나       | 엠마누엘 기야시                         |
| 12   | GK     |            | 자코포 세게티                           |
| 13   | DF     | 뉴질랜드   | 리베라토 카카체                         |
| 15   | DF     | 조지아     | 사바 사조노프 (토리노에서 임대)         |
| 16   | MF     |            | 루카 벨라르디넬리                       |

| 번호 | 포지션 | 국적       | 이름                                                |
| ---- | ------ | ---------- | --------------------------------------------------- |
| 17   | FW     |            | 올라 솔바켄 (로마에서 임대)                         |
| 19   | FW     |            | 엠마누엘 에콩                                       |
| 21   | DF     |            | 마티아 비티 (니스에서 임대)                         |
| 22   | DF     |            | 마티아 데 실리오 (유벤투스에서 임대)                |
| 23   | GK     | 콜롬비아   | 데비스 바스케스 (AC 밀란에서 임대)                  |
| 24   | DF     | 나이지리아 | 타이론 에부에히                                     |
| 27   | MF     |            | 시몬 주르코프스키 (스페치아에서 임대)               |
| 29   | FW     |            | 로렌초 콜롬보 (AC 밀란에서 임대)                    |
| 32   | MF     |            | 니콜라스 하스                                       |
| 34   | DF     | 알바니아   | 아르디안 이스마일리                                 |
| 35   | DF     |            | 루카 마리아누치                                     |
| 93   | MF     | 모로코     | 유세프 말레 (레체에서 임대)                         |
| 98   | GK     |            | 페데리코 브란콜리니                                 |
| 99   | FW     |            | 세바스티아노 에스포시토 (인테르나치오날레에서 임대) |

## 역대 감독
| 감독                  | 임기        |
| --------------------- | ----------- |
| 루차노 스팔레티(대행) | 1994        |
| 루차노 스팔레티       | 1995 ~ 1998 |
| 루이지 델네리         | 1998        |

## 우승
- 세리에 B

우승 (3): 2004–05, 2017–18, 2020–21
- 코파 이탈리아 세리에 C

우승: 1995–96
- 세리에 C1

우승: 1982–83